# Kościół św. Krzyża w Ninie

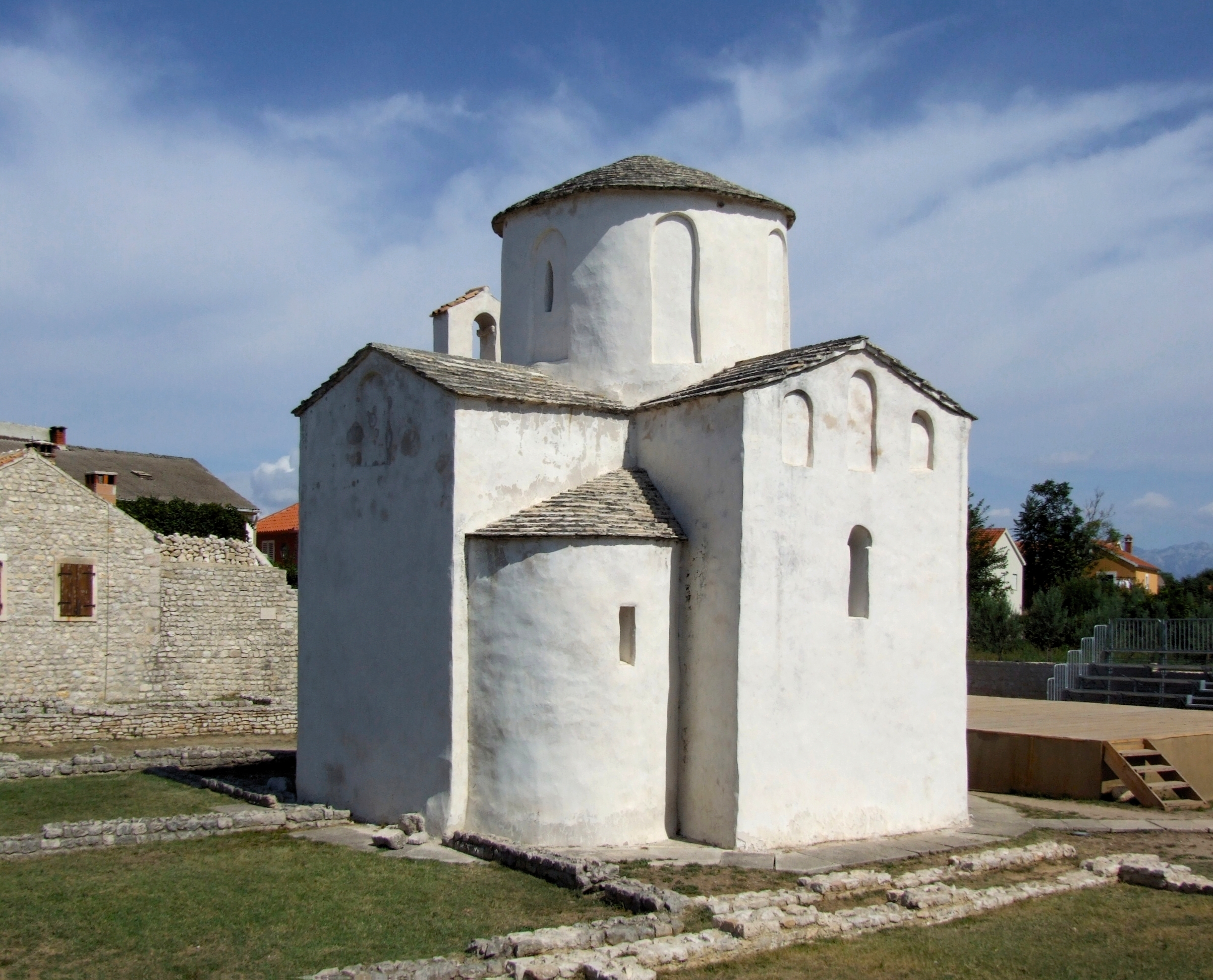

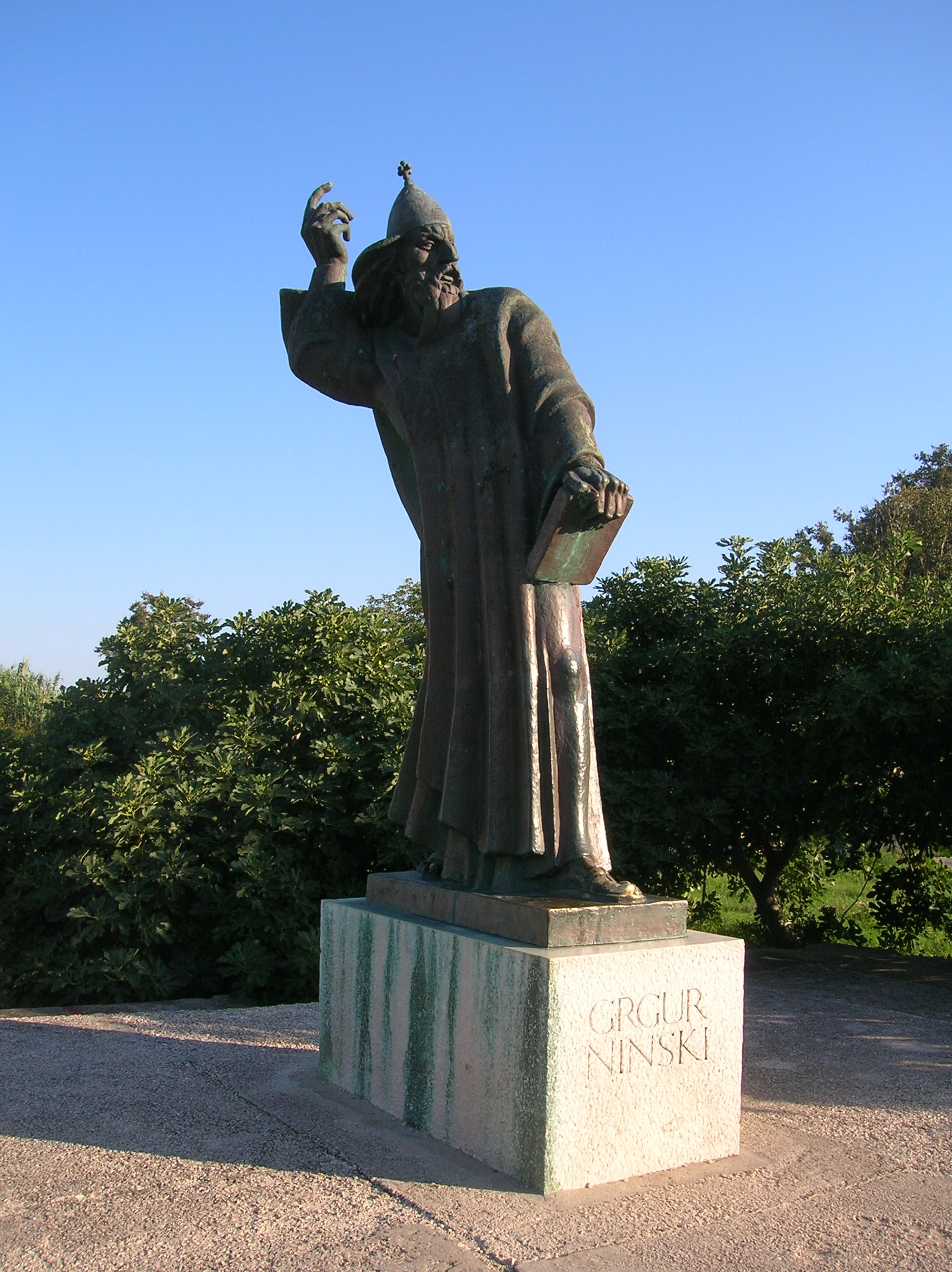
Pomnik Grzegorza z Ninu

Kościół św. Krzyża w Ninie (chor. crkva Sv. križa) – przedromański kościół z ok. 800 r. w Ninie, w północnej Dalmacji (Chorwacja).
Uważany niegdyś za najmniejszą katedrę świata (40 m obwodu), ponieważ w IX w. był najprawdopodobniej siedzibą biskupa Ninu.

## Historia
Kościół powstał w miejscu rzymskiej bazyliki. Jego budowę datuje się na przełom wieków VIII i IX. Świątynia była najprawdopodobniej siedzibą biskupa Ninu w IX w.

## Architektura

### Architektura zewnętrzna
Kościół powstały na planie krzyża greckiego ma dwie absydy, a nad jego centralną częścią wznosi się wydłużona, owalna kopuła, zwężająca się ku górze. Fronton budowli zdobi rząd ślepych nisz. Nad drzwiami wejściowymi znajduje się kamienna listwa dekoracyjna pokryta charakterystycznym motywem przeplatającej się wstęgi. Na dole listwy umieszczona jest inskrypcja z IX w. wzmiankująca chorwackiego żupana Godečaja (Godesława).
Budowla przypomina inne świątynie powstające w owym czasie w okolicach Rawenny czy oktogonalne kaplice Karolingów (np. kaplica pałacu Karola Wielkiego w Akwizgranie).
Według jednej z teorii bryła kościoła oddaje pozycje słońca z okresu przesilenia wiosennego i jesiennego. Budowla spełniała najprawdopodobniej funkcje kalendarza lub zegara.

### Architektura wnętrz
Obecnie kościół nie ma żadnego wyposażenia.
Uważa się, że sześciokątna kamienna chrzcielnica księcia Ninu Wiszesława (785–802) (obecnie w Muzeum Archeologicznym w Splicie, kopia w Muzeum Archeologicznym w Ninie) została wykonana dla kościoła św. Krzyża w Ninie. Chrzcielnica powstała z jednego bloku wapienia, a jej boki zdobi charakterystyczny motyw przeplatającej się wstęgi. Na brzegu chrzcielnicy znajduje się łacińska inskrypcja wzmiankująca księcia Wiszesława.

## Pomnik Grzegorza z Ninu
Nieopodal świątyni znajduje się brązowy posąg biskupa Grzegorza z Ninu autorstwa chorwackiego rzeźbiarza Ivana Meštrovicia.